# Wild Strawberries
Wild Strawberries jsou kanadská popová skupina, založené v roce 1989. Skupinu tvoří manželé Roberta Carter Harrison (vokály) a Ken Harrison.

## Historie
První nahrávky této skupiny byly vytvořeny nezávisle, což vedlo k založení nahrávací společnosti Strawberry Records. Po úspěšném albu "Bet You Think I'm Lonely" začala tato skupina spolupracovat se společností Nettwerk, pod jejímž jménem byla vydána dvě alba. Další album bylo sice sponzorováno společností Nettwerk, nicméně kreativní různorodost měla za následek konec této spolupráce.

## Ocenění
Úspěch alba "Bet You Think I'm Lonely" přinesl skupině nominaci Juno Award za nejlepší novou skupinu.

## Spolupráce
Jednou z nejznámějších skladeb této skupiny je "Wrong To Let You Go". Tato skladba vyvolala spolupráci s dalšími hudebními producenty. Původně byla tato skladba zahrána na svatbě nejmenovaného zaměstnance společnosti Warner Music Canada, za doprovodu flamencového kytaristy Roberta Michaelse. Poté byla skladba použita i na Michaelsově albu.
Následně společnost seznámila skupinu s německým hudebním producentem a DJem André Tannebergerem. ATB vytvořil remix a vydal ho pod názvem „ATB - Let U Go“. Tento remix proslavil skladbu celosvětově.
Wild Strawberries a ATB pokračovali ve spolupráci na dalších skladbách, včetně "Hold You", "I Don't Wanna Stop" a "Long Way Home". V roce 2005 vytvořil ATB novou verzi původního remixu „Let U Go“, tentokrát s mužským vokálem Jana Löchela.

## Diskografie
- Carving Wood Spectacles (1989)
- Grace (1991)
- Life Sized Marilyn Monroe (1993)
- Bet You Think I'm Lonely (1994)
- Heroine (1995)
- Quiver (1998)
- Twist (2000)
- Deformative Years (2005)